# Wayne Yates
Wayne E. Yates (North Little Rock, Arkansas; 7 de noviembre de 1937) es un exjugador y exentrenador de baloncesto estadounidense que disputó una temporada de la NBA. Con 2,03 metros de estatura, jugaba en la posición de pívot.

## Trayectoria deportiva

### Universidad
Comenzó jugando en la pequeña universidad de New Mexico State, donde permaneció dos temporadas, entre 1956 y 1958, antes de ser transferido a la Universidad de Memphis State, donde tras una temporada en blanco debido a las normas de la NCAA, jugó con los Tigers las dos temporadas restantes. En el total de su carrera universitaria consiguió promediar 11,8 puntos y 9,4 rebotes por partido.

### Profesional
Fue elegido en la quinta posición del Draft de la NBA de 1961 por Los Angeles Lakers, donde únicamente disputó 37 partidos en la que sería su única temporada en la NBA, en los que promedió 1,9 puntos y 2,5 rebotes por partido.

### Entrenador
Dirigió durante 5 temporadas al equipo de su universidad, los Memphis Tigers, entre 1974 y 1979, en las que consiguió 93 victorias por 49 derrotas, con un 65,5% de partidos ganados.

#### Estadísticas
| Temporada | Equipo         | PG | PP | %    |
| --------- | -------------- | -- | -- | ---- |
| 1978-1979 | Memphis Tigers | 13 | 15 | 46,4 |
| 1977-1978 | Memphis Tigers | 19 | 9  | 67,9 |
| 1976-1977 | Memphis Tigers | 20 | 9  | 69,0 |
| 1975-1976 | Memphis Tigers | 21 | 9  | 70,0 |
| 1974-1975 | Memphis Tigers | 20 | 7  | 74,1 |

## Estadísticas de su carrera en la NBA

### Temporada regular
| Año     | Equipo      | PJ | MPP | %TC  | %TL  | RPP | APP | PPP |
| ------- | ----------- | -- | --- | ---- | ---- | --- | --- | --- |
| 1961-62 | L.A. Lakers | 37 | 7.1 | .295 | .455 | 2.5 | .4  | 1.9 |
| Total   | Total       | 37 | 7.1 | .295 | .455 | 2.5 | .4  | 1.9 |

### Playoffs
| Año   | Equipo      | PJ | MPP | %TC  | %TL  | RPP | APP | PPP |
| ----- | ----------- | -- | --- | ---- | ---- | --- | --- | --- |
| 1962  | L.A. Lakers | 4  | 3.0 | .375 | .500 | 1.3 | .3  | 1.8 |
| Total | Total       | 4  | 3.0 | .375 | .500 | 1.3 | .3  | 1.8 |